# Gobierno estatal de Sajonia-Anhalt
El Gobierno estatal de Sajonia-Anhalt (en alemán, Landesregierung von Sachsen-Anhalt) es la institución de carácter ejecutivo en que se organiza el gobierno estatal del estado federado de Sajonia-Anhalt (Alemania), conforme al artículo 64, apartado 1, de la Constitución del Estado de Sajonia-Anhalt.
El gobierno está formado por el Ministro-Presidente, quien encabeza el poder ejecutivo, y los ministros estatales, que son nombrados por el jefe del ejecutivo. El Ministro-Presidente establece las directrices de la política gubernamental y es responsable de ellas (lo que se conoce como la autoridad política). Dentro de las directrices establecidas, los ministros gestionan de manera independiente el área de responsabilidad que les ha sido asignada (el ministerio correspondiente). El gobierno estatal opera de acuerdo con normas de procedimiento.
El Ministro-Presidente es elegido por la mayoría del Parlamento Regional de Sajonia-Anhalt, pudiendo ser elegido en las dos primeras rondas por mayoría absoluta de la cámara y en la tercera por mayoría simple, con más votos a favor que en contra. En caso de no obtener ninguna de las dos mayorías, se procederá a la búsqueda de un nuevo candidato.

## Listado de Ministros-presidentes desde 1990
| Legislatura     | Gobierno     | N.º | Fotografía               | Ministro-Presidente del Gobierno estatal de Mecklemburgo-Pomerania Occidental | Inicio del mandato       | Fin del mandato        | Duración del mandato       |
| --------------- | ------------ | --- | ------------------------ | ----------------------------------------------------------------------------- | ------------------------ | ---------------------- | -------------------------- |
| I (1990-1994)   | Gies         | 1.° |                          | Gerd Gies                                                                     | 2 de noviembre de 1990   | 4 de julio de 1991     | 8 meses y 2 días           |
| I (1990-1994)   | Münch        | 2.° |                          | Werner Münch                                                                  | 4 de julio de 1991       | 2 de diciembre de 1993 | 2 años, 4 meses y 29 días  |
| I (1990-1994)   | Bergner      | 3.° |                          | Christoph Bergner                                                             | 2 de diciembre de 1993   | 22 de julio de 1994    | 7 meses y 20 días          |
| II (1994-1998)  | Höppner I    | 4.° |                          | Reinhard Höppner                                                              | 22 de julio de 1994      | 25 de mayo de 1998     | 7 años, 9 meses y 25 días  |
| III (1998-2002) | Höppner II   | 4.° | 25 de mayo de 1998       | Reinhard Höppner                                                              | 16 de mayo de 2002       |                        | 7 años, 9 meses y 25 días  |
| IV (2002-2006)  | Böhmer I     | 5.° |                          | Wolfgang Böhmer                                                               | 16 de mayo de 2002       | 26 de abril de 2006    | 8 años, 11 meses y 3 días  |
| V (2006-2011)   | Böhmer II    | 5.° | 26 de abril de 2006      | Wolfgang Böhmer                                                               | 19 de abril de 2011      |                        | 8 años, 11 meses y 3 días  |
| VI (2011-2016)  | Haseloff I   | 6.° |                          | Reiner Haseloff                                                               | 19 de abril de 2011      | 25 de abril de 2016    | 14 años, 3 meses y 17 días |
| VI (2016-2021)  | Haseloff II  | 6.° | 25 de abril de 2016      | Reiner Haseloff                                                               | 16 de septiembre de 2021 |                        | 14 años, 3 meses y 17 días |
| VII (2021-)     | Haseloff III | 6.° | 16 de septiembre de 2021 | Reiner Haseloff                                                               | En el cargo              |                        | 14 años, 3 meses y 17 días |

## Ministerios
|                                                         |                                     |                                                       |                                       |
| Partido político                                        |                                     | Unión Demócrata Cristiana de Alemania                 | Unión Demócrata Cristiana de Alemania |
| Partido político                                        | Partido Socialdemócrata de Alemania |                                                       |                                       |
| Partido político                                        | Partido Democrático Libre           |                                                       |                                       |
| Ministro-Presidente                                     |                                     |                                                       |                                       |
| Ministro-Presidente                                     |                                     | Reiner Haseloff Desde 16 de septiembre de 2021        |                                       |
| Viceministros-Presidentes                               |                                     |                                                       |                                       |
| Viceministro-Presidente Primero                         |                                     | Armin Willingmann Desde el 16 de septiembre de 2021   |                                       |
| Viceministra-Presidenta Segunda                         |                                     | Lydia Hüskens Desde el 16 de septiembre de 2021       |                                       |
| Ministros                                               |                                     |                                                       |                                       |
| Ciencia, Energía, Protección del Clima y Medio Ambiente |                                     | Armin Willingmann Desde el 16 de septiembre de 2021   |                                       |
| Cultura y Asuntos de Estado                             |                                     | Rainer Robra Desde el 16 de septiembre de 2021        |                                       |
| Trabajo, Asuntos Sociales, Sanidad e Igualdad           |                                     | Petra Grimm-Benne Desde el 16 de septiembre de 2021   |                                       |
| Interior y Deporte                                      |                                     | Tamara Zieschang Desde el 16 de septiembre de 2021    |                                       |
| Infraestructuras y Digitalización                       |                                     | Lydia Hüskens Desde el 16 de septiembre de 2021       |                                       |
| Economía, Turismo, Agricultura y Silvicultura           |                                     | Sven Schulze Desde el 16 de septiembre de 2021        |                                       |
| Finanzas                                                |                                     | Michael Richter Desde el 16 de septiembre de 2021     |                                       |
| Educación                                               |                                     | Eva Feußner Desde el 16 de septiembre de 2021         |                                       |
| Justicia y Protección del Consumidor                    |                                     | Franziska Weidinger Desde el 16 de septiembre de 2021 |                                       |